# 吉田温泉神社古墳
吉田温泉神社古墳（よしだゆぜんじんじゃこふん、温泉神社1号墳）は、栃木県那須郡那珂川町吉田・小川にある古墳。形状は前方後方墳。那須小川古墳群（うち吉田新宿古墳群・温泉神社古墳群）を構成する古墳の1つ。国の史跡に指定されている（史跡「那須小川古墳群」のうち）。
本項では、吉田温泉神社の南にある観音堂古墳（温泉神社21号墳）についても解説する。

## 概要
| 古墳群       | 古墳群    | 古墳群    | 古墳名           | 規模   | 前方部 | 葺石 | 埋葬施設 |
| ------------ | --------- | --------- | ---------------- | ------ | ------ | ---- | -------- |
|              |           |           | 下侍塚古墳       | 84m    | 南     | 有   | 木棺直葬 |
| 上侍塚古墳   | 114m      | 南        | 有               | 粘土槨 |        |      |          |
| 上侍塚北古墳 | 48.5m     | 南        |                  | 不明   |        |      |          |
| 那須 小川    |           |           | 駒形大塚古墳     | 60.5m  | 西     | 無   | 木炭槨   |
| 那須 小川    | 吉田 新宿 | 温泉 神社 | 吉田温泉神社古墳 | 50m    | 南     | 無   | 木炭槨   |
| 那須 小川    | 吉田 新宿 | 八幡塚    | 那須八幡塚古墳   | 60.5m  | 西     | 有   | 木棺直葬 |

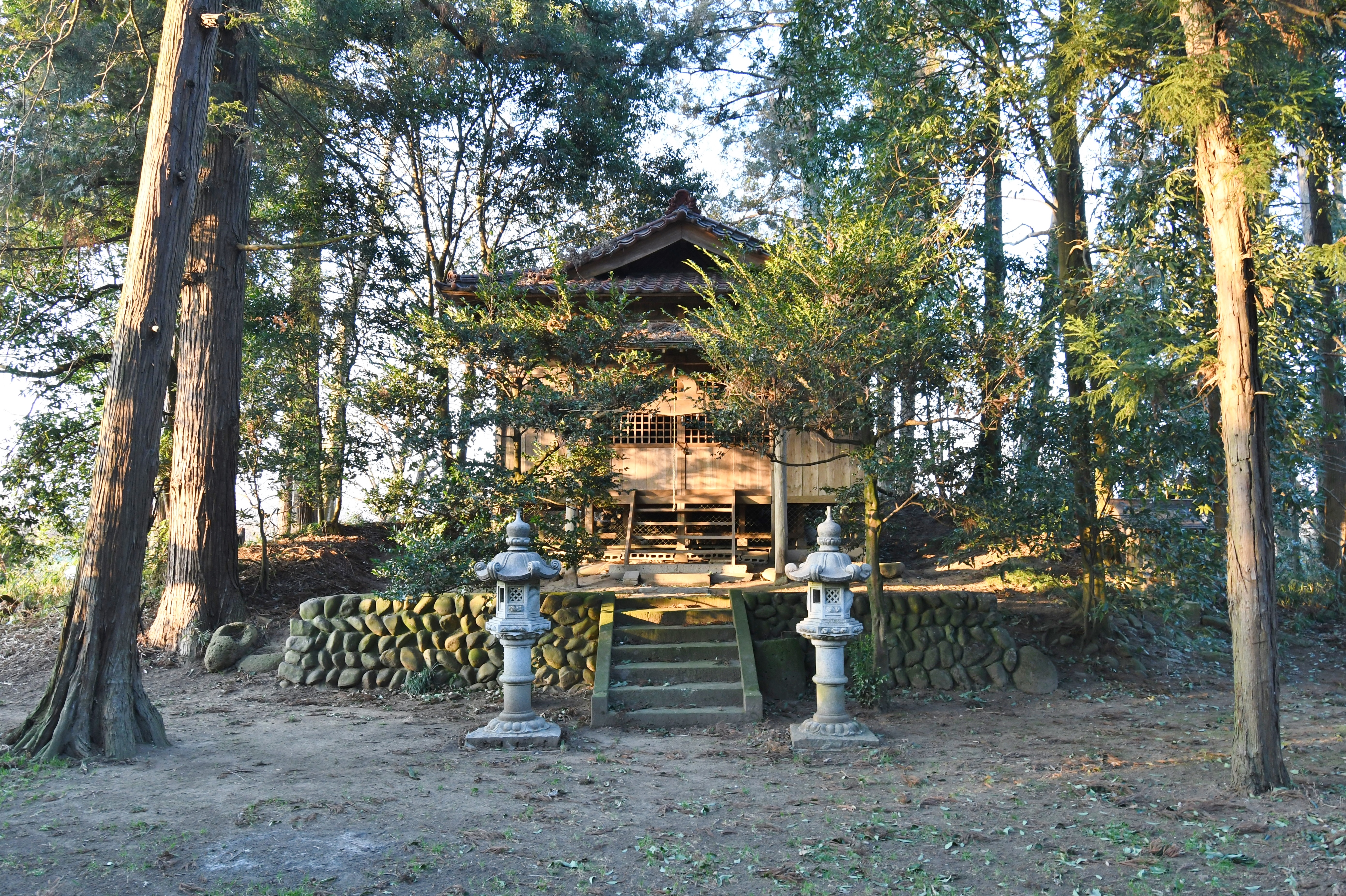
温泉神社（前方部正面）

栃木県北東部、那珂川右岸の段丘端部に築造された古墳である。前方後方墳2基・方墳20基以上からなる吉田新宿古墳群の北部に位置する。現在までに後方部が削平されているほか、前方部墳頂には温泉神社が鎮座する。1973年（昭和47年）・1975年（昭和49年）・1994年（平成6年）に発掘調査が実施されている。
墳形は前方後方形で、前方部を南方向に向ける。後方部は削平されているが、墳丘長は50メートル弱と見積もられる。墳丘外表では葺石は認められず、墳丘盛土最下層からは甕・器台・埦が検出されている。墳丘周囲には削り出しによるテラスを有し、その外側には幅9-12メートル・深さ約1.5メートルの周溝が巡らされ、周溝内からは赤彩の有段口辺壺が検出されている。また旧表土上面には焼土・炭化物が認められ、墳丘築造前の祭祀行為が想定されるほか、墳丘北西隅付近では一辺約8メートルを測る竪穴状遺構が検出されている（古墳埋葬に先立つ葬送儀礼である殯の場か）。後方部削平の際に木炭が出土しており、埋葬施設は後方部墳頂における木炭槨と想定される。また削平の際、副葬品として鉄剣・短冊形鉄斧・土師器が出土している。
築造時期は、遅くとも古墳時代中期初頭の4世紀末葉-5世紀初頭（または4世紀中葉）頃と推定される。墳丘主軸を南北軸とする点で特徴を示し、かつては駒形大塚古墳・那須八幡塚古墳（東西軸）から上侍塚古墳・上侍塚北古墳・下侍塚古墳（南北軸）への過渡期を示すと考えられたが、近年では木炭槨・無葺石・有段口辺壺の点で駒形大塚古墳に後続し那須八幡塚古墳に先行する時期に想定される。
古墳域は2002年（平成14年）に国の史跡に指定されている（史跡「那須小川古墳群」のうち）。

## 遺跡歴
- 1928-1929年（昭和3-4年）、後方部墳丘の削平。木炭・鉄剣・短冊形鉄斧・土師器の出土（短冊形鉄斧・土師器のみ現存）[4][2]。
- 1973年（昭和48年）、墳形確認の発掘調査[3]。
- 1975年（昭和50年）、墳形確認の発掘調査[3]。
- 1994年（平成6年）、墳形確認の発掘調査（小川町教育委員会）[1]。
- 2002年（平成14年）12月19日、国の史跡に指定（史跡「那須小川古墳群」のうち）[5]。

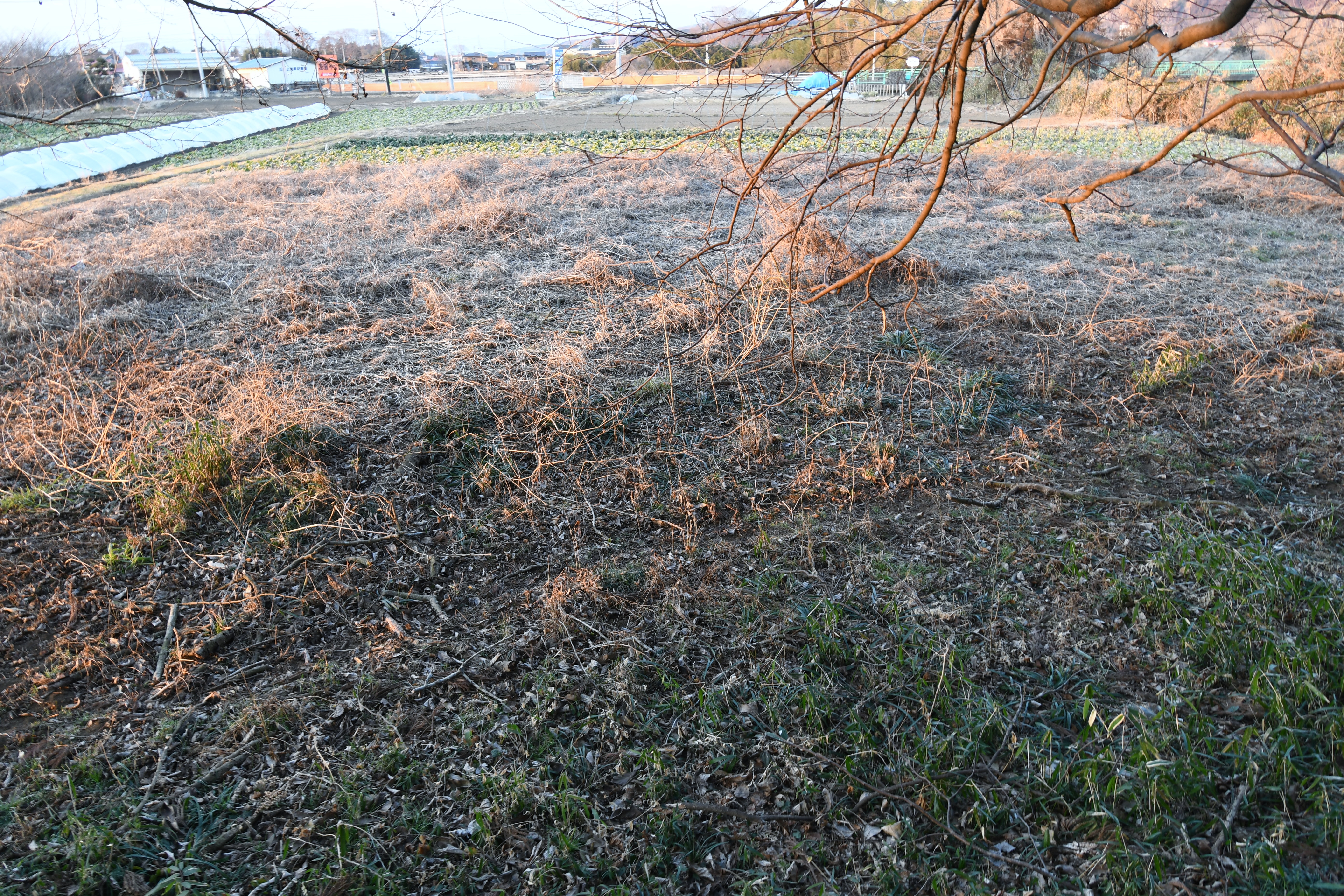
前方部から後方部を望む
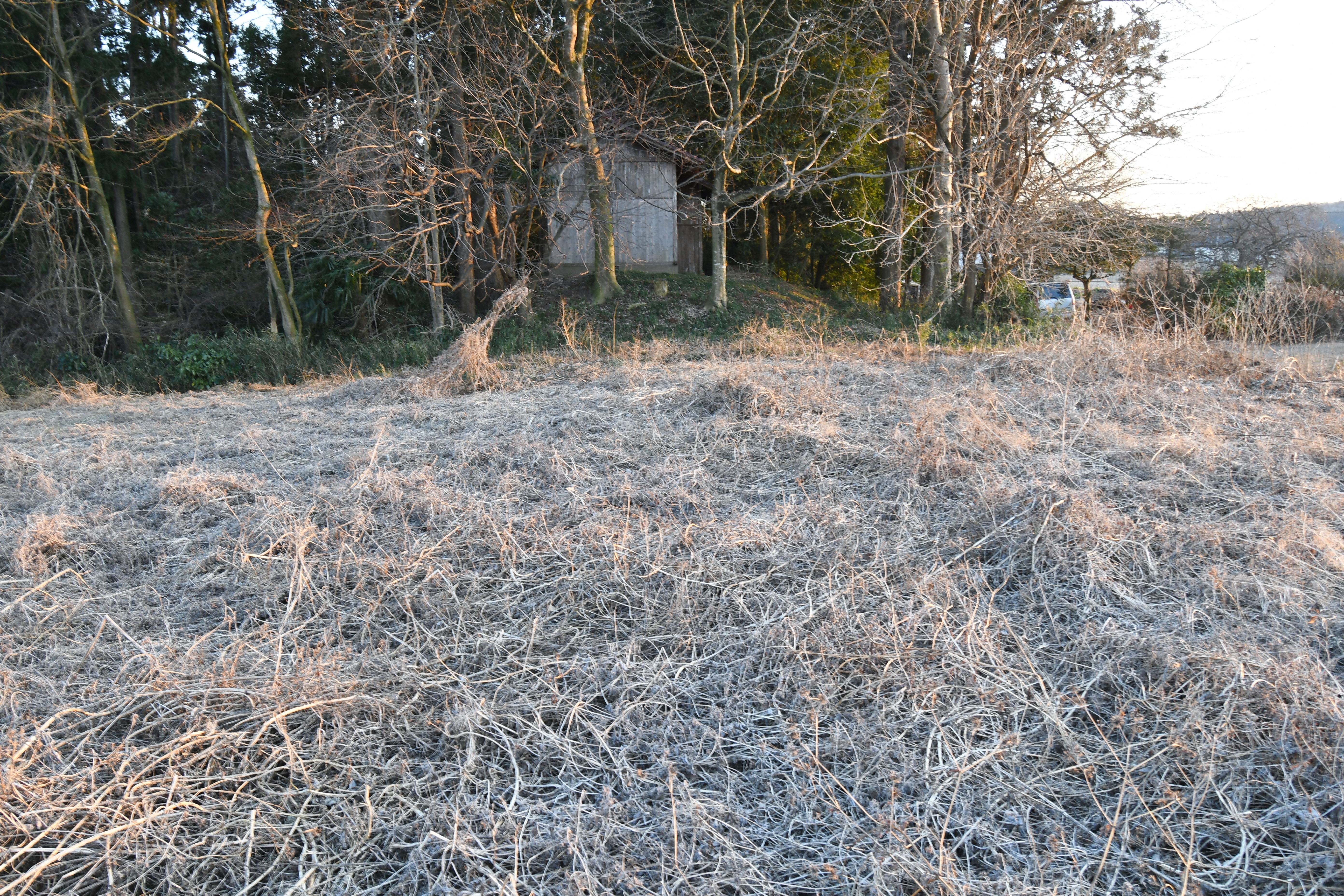
後方部から前方部を望む
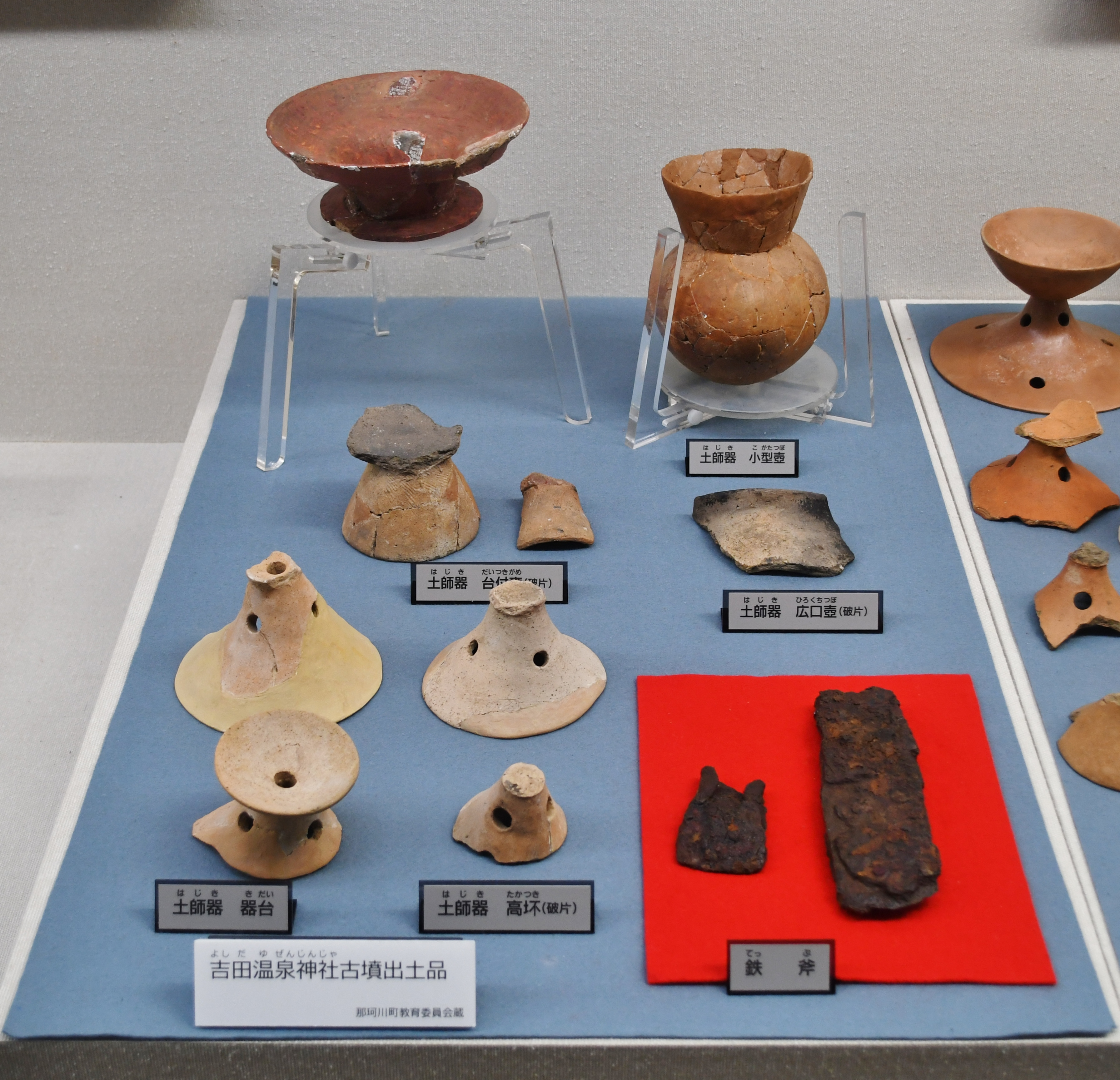
出土品 那珂川町なす風土記の丘資料館展示。

## 竪穴状遺構
吉田温泉神社古墳の墳丘北西隅付近では、竪穴状遺構が検出されている。遺構は一辺約8メートルを測り、東壁には高さ約25センチメートルの祭壇状の高まりを伴い、壇上からは土師器（器台・埦・高坏・鉢など）が並んだ状態で検出されている。特殊な遺構であり、古墳埋葬に先立つ葬送儀礼である殯との関連を指摘する説が挙げられている。

## 観音堂古墳

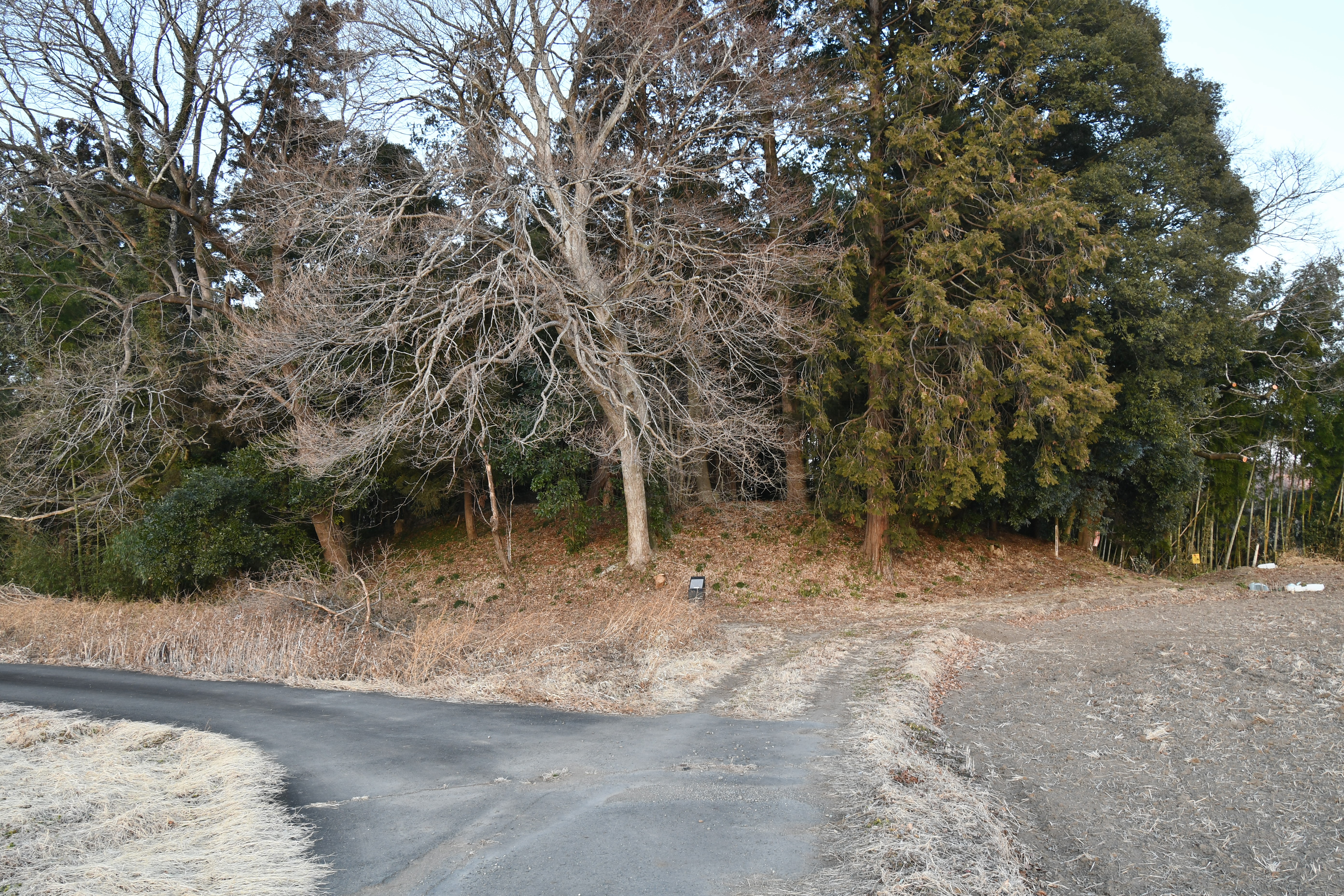
観音堂古墳

観音堂古墳（かんのんどうこふん、温泉神社21号墳）は、吉田温泉神社古墳の南にある古墳。形状は方墳。1981年（昭和56年）・1991年（平成3年）に発掘調査が実施されている。
墳形は不整形な隅丸方形で、墳丘長は約31メートルを測る。墳丘裾部の一部では敷石が認められる。墳丘周囲には不整形の周溝が巡らされ、幅は広い南側で9メートルを測り、周溝内からは土師器（器台・壺）が検出されている。築造時期は古墳時代前期頃と推定される。
古墳域は1972年（昭和47年）に小川町指定史跡に指定され、2002年（平成14年）に国の史跡に指定されている（史跡「那須小川古墳群」のうち）。

## 文化財

### 国の史跡
- 吉田温泉神社古墳群（史跡「那須小川古墳群」のうち）
2002年（平成14年）12月19日、既指定の史跡「駒形大塚古墳」に吉田温泉神社古墳群・那須八幡塚古墳群を追加指定して、指定名称を「那須小川古墳群」に変更[5]。

## 関連施設
- 那珂川町なす風土記の丘資料館（那珂川町小川） - 吉田温泉神社古墳の出土品等を保管・展示。

## 関連文献
（記事執筆に使用していない関連文献）
- 『吉田温泉神社古墳 墳形確認調査報告』小川町教育委員会、1991年。
- 『吉田新宿古墳群』小川町教育委員会、1999年。